# CSC Dumbrăvița
Clubul Sportiv Comunal Dumbrăvița, cunoscut sub numele de CSC Dumbrăvița, pe scurt Dumbrăvița, este un club de fotbal profesionist din Dumbrăvița, județul Timiș, ce evoluează în prezent în Liga a III-a.
Înființată în 2008, CSC Dumbrăvița a evoluat la nivel de amatori până în 2018, când a promovat în Liga a III-a. Poziționarea geografică a Dumbrăviței, în vecinătatea Timișoarei, a crescut populația cu 168%, între anii 2002 și 2011, ducând și la o creștere semnificativă a forței economice a comunei în ultimii ani. Cel mai important fotbalist născut la Dumbrăvița a fost Ștefan Dobay, stadionul local fiind numit în cinstea lui. În vara lui 2022, clubul a promovat pentru prima dată în istoria sa în Liga a II-a.

## Istoric
CSC Dumbrăvița a fost înființată în 2008, oarecum ca urmare a dezvoltării economice a comunei în ultimii 20 de ani. Înscriși în Liga a IV-a a județului Timiș, pe locul echipei Top Alumino Timișoara, „alb-verzii” s-au clasat la mijlocul clasamentului în majoritatea sezoanelor, cea mai bună performanță până la promovare fiind locul 4 la finalul ediției 2015-2016. Dumbrăvița a câștigat Liga a IV-a la finalul sezonului 2017–18, precum și play-off-ul de promovare împotriva campioanei județului Mehedinți, Viitorul Șimian.
În primul lor sezon din Liga a III-a, Dumbrăvițenii s-au clasat pe locul 3 în seria a IV-a, după campioana CSM Reșița și vicecampioana Șoimii Lipova. În sezonul 2021-2022, echipa câștigă seria a 8-a a Ligii a III-a, urmând să joace două meciuri de baraj în dublă-manșă pentru a obține promovarea în Liga a II-a. După ce a trecut în primul meci de CSM Deva cu 6-4 la general, Dumbrăvița s-a confruntat cu CSM Reșița în meciul pentru promovare, și reușesc să producă surpriza învingând la loviturile de departajare, obținând astfel pentru prima oară în istoria clubului promovarea în Liga a II-a.

## Palmares
Liga a III-a
- Campioană (1): 2021–22

Liga a IV-a Timiș
- Campioană (1): 2017–18

## Stadion

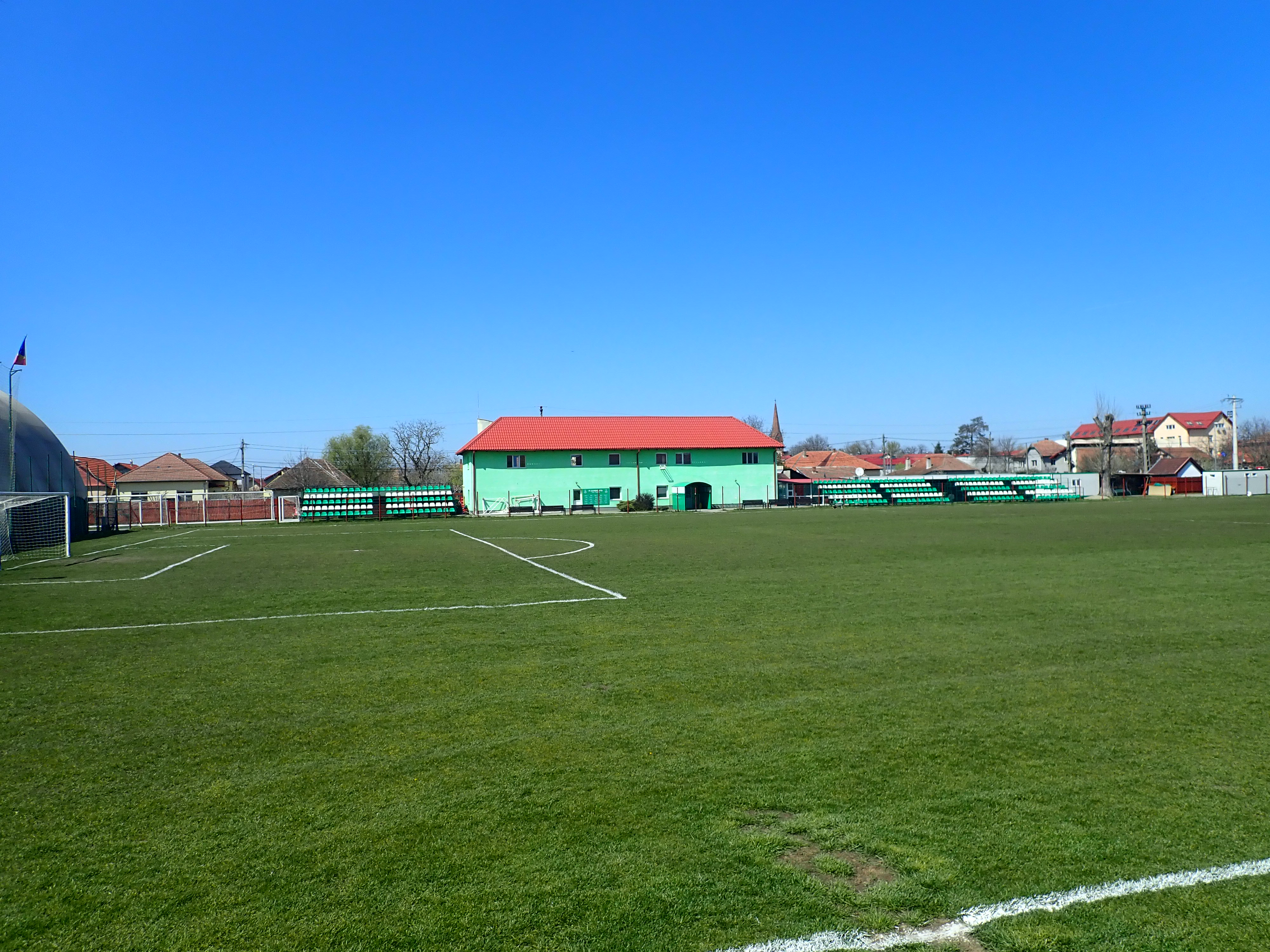
Stadionul Ștefan Dobay

CSC Dumbrăvița își joacă meciurile de acasă pe Stadionul Ștefan Dobay din Dumbrăvița, cu o capacitate de 1.000 de locuri. Stadionul poartă numele în onoarea lui Ștefan Dobay, cea mai mare personalitate sportivă născută în comună.

## Oficialii clubului
| Rol              | Nume              |
| ---------------- | ----------------- |
| Proprietar       | Comuna Dumbrăvița |
| Președinte       | Florin Macavei    |
| Director sportiv | Radu Suciu        |

| Rol                 | Nume             |
| ------------------- | ---------------- |
| Antrenor            | Cosmin Stan      |
| Antrenor secund     | Costel Zurbagiu  |
| Antrenor de portari | Árpád Miklós     |
| Antrenor De Fitness | Marius Cristescu |
| Doctor              | Dragomir Halmagy |

## Parcursul competițional
| Sezon   | Nivel | Divizie                       | Loc   | Note      | Cupa României |
| ------- | ----- | ----------------------------- | ----- | --------- | ------------- |
| 2025–26 | 2     | Liga a II-a                   | TBD   |           | TBD           |
| 2024–25 | 2     | Liga a II-a                   | 18    |           | Play-off      |
| 2023–24 | 2     | Liga a II-a                   | 15    |           | Play-off      |
| 2022–23 | 2     | Liga a II-a                   | 15    |           | Faza grupelor |
| 2021–22 | 3     | Liga a III-a (Seria a VIII-a) | 1 (C) | Promovată | Turul doi     |
| 2020–21 | 3     | Liga a III-a (Seria a VIII-a) | 3     |           | Turul trei    |

| Sezon   | Nivel | Divizie                     | Loc   | Note      | Cupa României |
| ------- | ----- | --------------------------- | ----- | --------- | ------------- |
| 2019–20 | 3     | Liga a III-a (Seria a IV-a) | 6     |           | Turul doi     |
| 2018–19 | 3     | Liga a III-a (Seria a IV-a) | 3     |           |               |
| 2017–18 | 4     | Liga a IV-a (TM)            | 1 (C) | Promovată |               |
| 2016–17 | 4     | Liga a IV-a (TM)            | 6     |           |               |
| 2015–16 | 4     | Liga a IV-a (TM)            | 5     |           |               |
| 2014–15 | 4     | Liga a IV-a (TM)            | 7     |           |               |